# Victor Bauffe

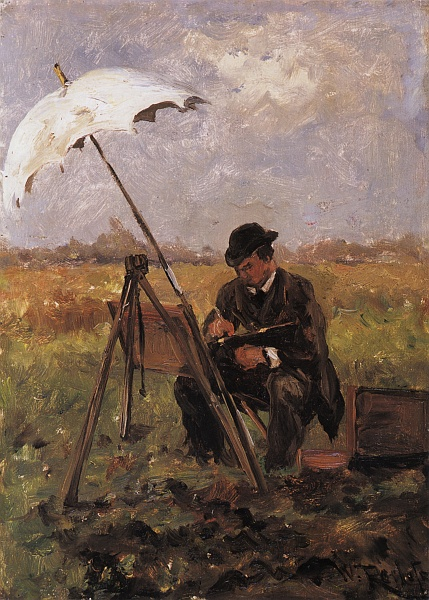
Victor Bauffe beim Malen, Gemälde von Willem Roelofs (etwa 1890)

Victor Bauffe (* 26. Februar 1849 in Bergen, Belgien; † 12. Oktober 1921 in Den Haag) war ein belgischer Landschaftsmaler und Aquarellist der Haager Schule.

## Leben und Werk
Victor Bauffe wurde am 26. Februar 1849 in Bergen (Mons) geboren, später zog er nach Den Haag und studierte dort an der Königlichen Akademie der bildenden Künste. Dort wurde er Lehrling von Jan Hendrik Weissenbruch, der sein Freund wurde und ihn stark prägte.  Sie zogen zusammen viel an Polder, um die schönsten Orte der Umgebung zu erfassen.  Oft malte er in der Nähe von Renkum, Voorschoten und Kortenhoef, wo auch viele andere Maler des 19. Jahrhunderts die Landschaft studierten. In Kortenhoef (das 2004 zum 'Malerdorf der Niederlande' erklärt wurde) war das 'Het Rechthuis', gegenüber der Kirche, der Treffpunkt der Künstler. Bauffe verweilte dort sehr oft und malte das Innere des Hauses.  Im Jahre 1900 unternahm er eine Reise zu den Französischen Impressionisten der berühmten Schule von Barbizon. Dort konnte er seine Malweise weiter verbessern und neue Motive einfangen. Bauffe verstarb am  12. Oktober 1921 mit 75 Jahren in Den Haag.
Bauffe malte ganz im Stil des Jan Hendrik Weissenbruch und der Haager Schule. Die Ölgemälde und Aquarelle von Bauffe und Weissenbruch waren oft nur durch die Signatur unterscheidbar. Meist malte er Landschaften (oft am Wasser), Interieurszenen, aber auch Stillleben.  Typisch waren sein Schwerpunkt auf die Perspektive und die Verwendung von hellen Farben. Viele Schattierungen von grau und blau geben in seinen Werken die Stimmung des Augenblicks wieder. Er zeigt sich gerade in den Luftpartien seiner Kunstwerke sehr stark, viele seiner Gemälde haben eine etwas bedrückende Atmosphäre mit näher kommenden Regenwolken und Sturm. Seine Landschafen am Wasser ähneln sehr stark denen von Fredericus Jacobus van Rossum du Chattel, der in etwa zur gleichen Zeit wie er an der Haager Akademie studierte.

Werke von Victor Bauffe wurden bei bekannten Auktionshäusern wie Christie’s, Sotheby’s und Dorotheum gehandelt.

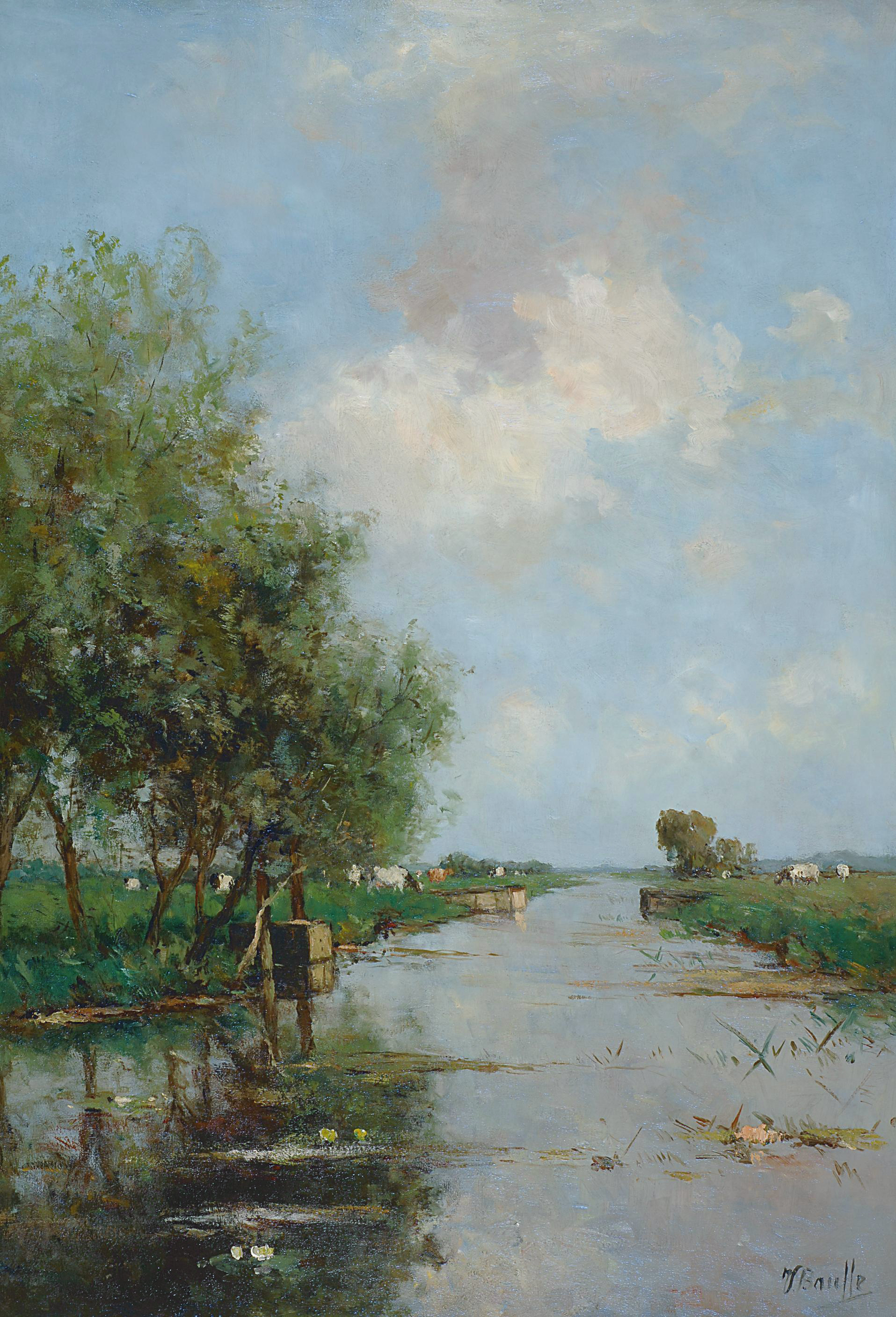
Victor Bauffe: Polderlandschaft mit Kühen, Öl auf Leinwand

## Ausstellungen
- Victor Bauffe 'Villa Erica' (Niederlande) – 1911 (Einzelausstellung)
- Die Hager Schule – Holländische Meister des 19. Jahrhunderts: Paris (Grand Palais), London (Royal Academy),

Den Haag (Gemeentemuseum) – 1983
- Zwischen Realismus und Impressionismus – Aquarelle von Meistern der Haager Schule, Eindhoven Museum Kempenland – 2000/2001[1]

## Museen
Seine Werke sind / waren im Besitz folgender Museen,
- Gemeentemuseum Den Haag
- Frans Hals Museum in Haarlem
- Montreal Museum of Fine Arts
- Rozelle House Galleries in der schottischen Stadt Ayr
- Noordbrabants Museum in ’s-Hertogenbosch
- Dick Institute in Kilmarnock, Schottland
- Zeeuws Museum in Middelburg

## Werke (Auswahl)

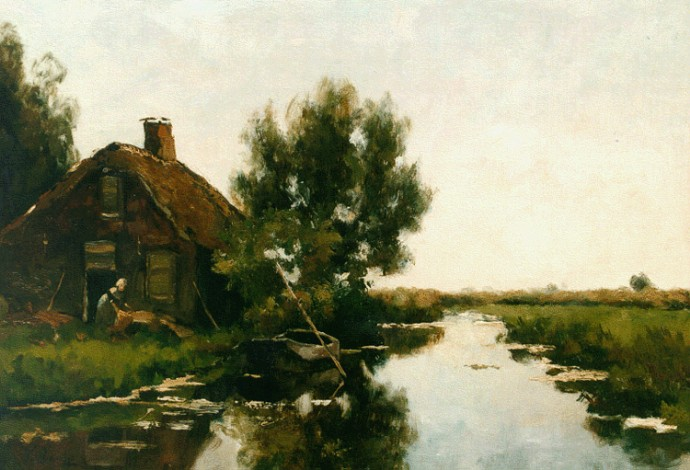
Polderlandschaft mit Bäuerin
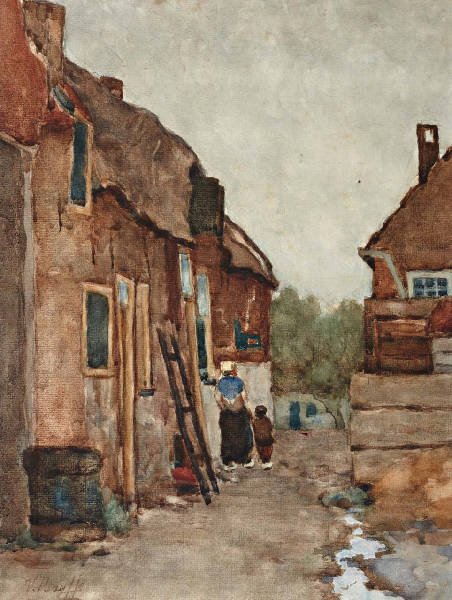
Dorfstraße
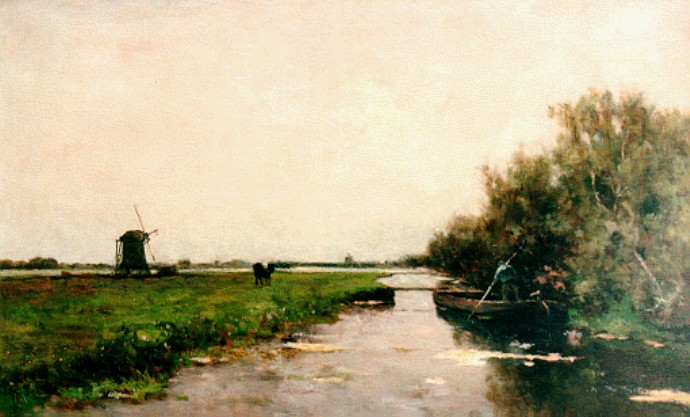
Weidelandschaft mit ruderndem Bauern
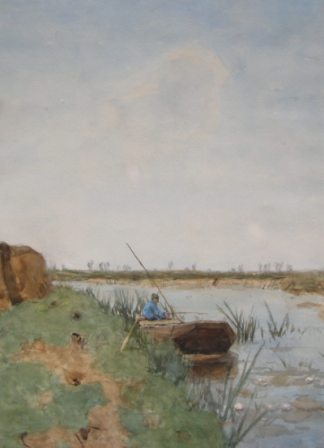
Fischer bei Nieuwkoop
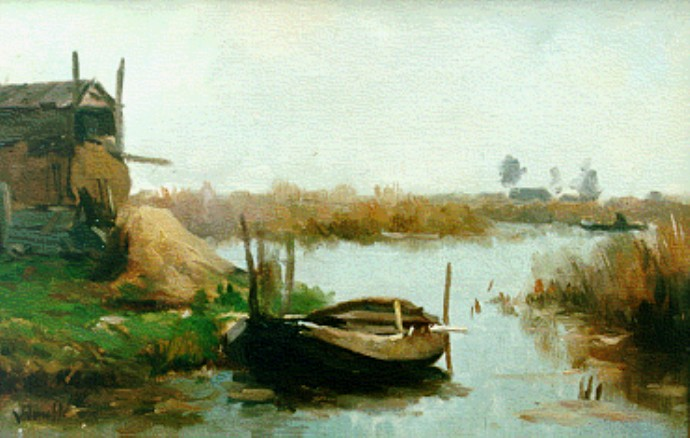
Flusslandschaft mit Ruderboot
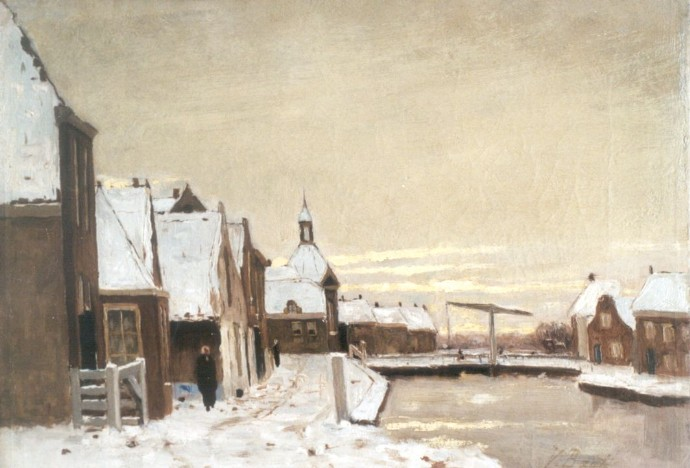
Winterliche Dorfansicht
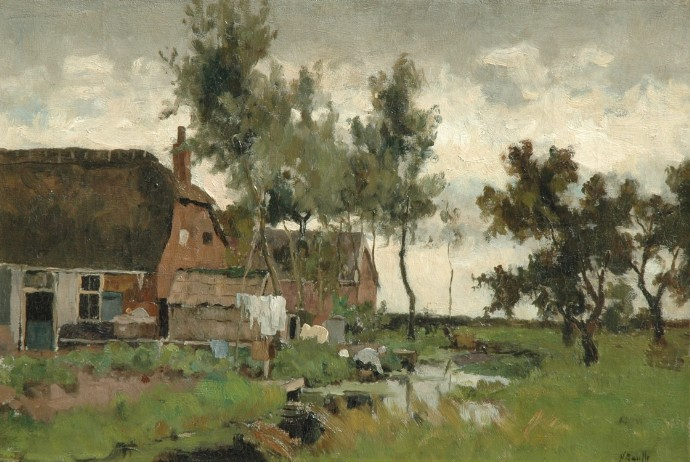
Polderlandschaft mit Wäscherin